# Noyant-la-Plaine
Noyant-la-Plaine era una comuna francesa situada en el departamento de Maine y Loira, de la región de Países del Loira, que el 1 de enero de 2016 pasó a ser una comuna delegada de la comuna nueva de Tuffalun al fusionarse con las comunas de Ambillou-Château y Louerre.

## Demografía
| Gráfica de evolución demográfica de Noyant-la-Plaine entre 1800 y 2013 |
|                                                                        |

Los datos demográficos contemplados en este gráfico de la comuna de Noyant-la-Plaine se han cogido de 1800 a 1999 de la página francesa EHESS/Cassini, y los demás datos de la página del INSEE.